# Thamnochortus spicigerus
Thamnochortus spicigerus är en gräsväxtart som först beskrevs av Carl Peter Thunberg, och fick sitt nu gällande namn av Spreng.. Thamnochortus spicigerus ingår i släktet Thamnochortus och familjen Restionaceae. Inga underarter finns listade i Catalogue of Life.

## Bildgalleri

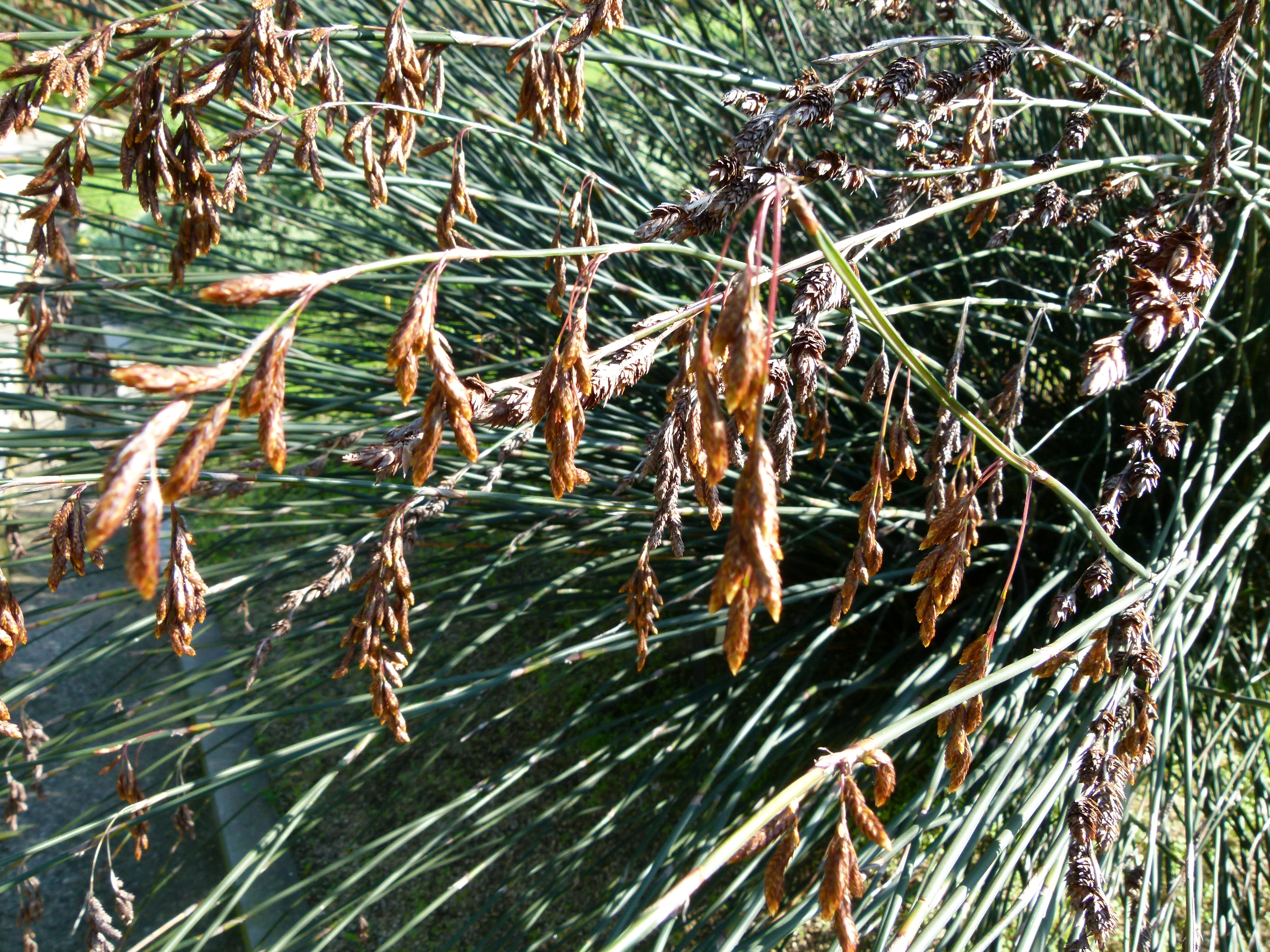